# Dieter Dierks
Dieter Dierks (Stommeln, Alemania, 10 de febrero de 1943) es un músico, ingeniero de sonido, productor discográfico, editor de música y empresario alemán, conocido mayormente por haber sido productor de la banda Scorpions entre los años 1975 y 1988. Además, es dueño de los Dierks Studios, que a principios de los setenta se convirtió en uno de los pocos en albergar la escena krautrock. También y desde mediados de dicho decenio, tanto él como su estudio han sido requeridos por docenas de bandas de géneros como el hard rock y el heavy metal e incluso de la música pop.
Por otra parte, se ha dedicado al desarrollo de internet, televisión, audio, DVD, televisión de alta definición y otros servicios musicales. Además, es el creador del formato DVD Plus, que combina la tecnología del CD, CD Rom y/o DVD en un solo disco, y de cuya patente comercial es el dueño en todo el mundo.

## Biografía

### Vida personal
Nació en la villa de Stommeln, al noroeste de Colonia, en Alemania. Su padre, de religión católica, fue director de orquesta, violinista, saxofonista y compositor, mientras que madre, Ursula de origen judío, era dueña de una tienda de comestibles. Se casó en dos ocasiones y es padre de cuatro hijos de cuatro mujeres distintas. Su segunda esposa, Corina Fortmann, tuvo un importante papel en su carrera musical, ayudándolo en sus negocios e incluso fue la artífice de la relación de trabajo con la banda Scorpions.
Por su parte, todos sus hijos han seguido una carrera relacionada con la música y las artes. Su hija, Dominique Schilling trabaja actualmente en Los Ángeles (California) como directora de cine y guionista. Su hijo mayor, Michael Dierks, es actor, mientras que su hija mayor del primer matrimonio, Michaela Dierks, trabaja como promotora de la industria musical y televisiva de Colonia. Por último, su hijo menor, Julien Freundt, trabaja con él como ingeniero de sonido, productor discográfico, compositor y ayudante de dirección.

### Inicios en la música
En su adolescencia quiso ser director de teatro y para ello ingresó en una escuela de dicha disciplina. Durante los primeros años trabajó como asistente de dirección de Kurt Wilhelm, Karl Fruchtmann, Jürgen Goslar y del exdirector artístico de Burgtheater, Gerhard Klingenberg. Al mismo tiempo y en sus ratos libres, tocaba la guitarra y el bajo en algunas bandas de rock y comenzó a preparar su propio estudio en el ático de la casa de sus padres, con dos dispositivos de grabación marca Revox. De igual manera y junto a Tommy Engel y Frieder Viehmann, fundó la banda Hush, que eran conocidos en los bares por ser bastante ruidosos. En 1969 publicaron su primer sencillo, «Oh! Darling/Schau mir in die Augen», a través del sello independiente Bellaphon Records.
Dos años más tarde construyó un gran estudio en el patio trasero de la casa de sus padres, mientras que el edificio de apartamentos contiguo se convirtió en un hotel para los visitantes de su propio estudio de grabación. De esta manera, Dierks creó el primer complejo "todo en uno", término que se refiere en la producción musical a un lugar donde los músicos pueden vivir y grabar al mismo tiempo, y que además fue el primero en Alemania en su momento. Durante esta etapa, en 1969, Dierks produjo el exitoso éxito disco «Loop Di Love» con el cantante Jay Bastós, que se lanzó en 1971 y que logró un gran éxito en Bélgica, Alemania y en los Países Bajos.

### Primeros años de los Dierks Studios
A fines de los sesenta, el Studio 1, como lo llamó en primera instancia, se convirtió en una atracción para la nueva ola de músicos alemanes, quienes llegaban por su ambiente rural y por su alta tecnología. Estas cualidades permitieron que su estudio y la villa de Stommeln, fueran nombradas en varias oportunidades en las revistas europeas Musikexpress, Musikmagazine, Pop Rocky y Sounds.
Ya en los primeros años de los setenta los Dierks Studios, junto a los estudios de Conny Plank en Wolperath, trabajaron con los artistas más importantes de la escena krautrock. Artistas como Ihre Kinder, Ash Ra Tempel, Tangerine Dream, Witthüser & Westrupp, Hoelderlin, Wallenstein, Birth Control, Guru Guru, Embryo y Popol Vuh, entre otros, llegaban a Stommeln para producir, grabar, mezclar o arreglar sus respectivos álbumes. Por otro lado, uno de sus clientes regulares fue Klaus Doldinger, con su banda de jazz rock, Passport, ya que allí grabaron sus discos de estudio Looking Thru, Handmade, Cross-Collateral y Infinite Machine, mientras que su álbum en directo, Jubilee, solo fue mezclado.

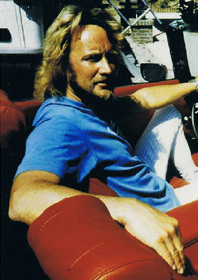
Dierter Dierks a mediados de los ochenta

Durante sus primeros años participó en la grabación de más de cuarenta discos, ya sea como productor o ingeniero de sonido, que lo ayudó a obtener una gran reputación dentro del rock independiente alemán. Esto le permitió conseguir dinero para invertir en equipos con mejor tecnología, como la máquina de efectos reversivos, y en instrumentos experimentales como el mellotron.

### Expansión del estudio y la internacionalización
Alrededor de 1972 Dierks tuvo la necesidad de ampliar su estudio, con tres pequeños salones de grabación en el sótano y con una nueva sala de control, que se denominó Studio 2. Además, a finales de 1973, construyó una habitación que llamó «la cantina» al costado del estudio principal, que sirvió como sala de conferencia. Estas nuevas instalaciones elevaron la reputación de los Dierks Studios en Alemania y aumentaron en gran medida los ingresos de Stommeln, debido a que las bandas, que se hospedaban en los estudios durante varias semanas, gastaban montones de dinero en los restaurantes, bares y tiendas ubicados en la villa alemana.
Dicha reputación también se amplió a los otros mercados europeos, principalmente en el Reino Unido. La primera banda internacional que llegó a Stommeln a grabar sus discos fueron precisamente británicos, los progresivos Nektar, quienes entre junio y agosto de 1971 grabaron su álbum debut, Journey to the Centre of the Eye. Además, la banda grabó varios de sus siguientes producciones con Dierks; A Tab in the Ocean de 1972, ...Sound Like This de 1973 y Down to Earth de 1974.
Para mediados de 1974, adquirió su primer estudio móvil de grabación que lo ayudó a ampliar su compañía. También y con la ayuda de su directorio y de los sellos discográficos con los que trabajaba, decidió crear su propia productora y firma de publicidad llamada Breeze Music, con la idea de potenciar a las bandas alemanas en los mercados mundiales. El primer grupo que contrató fue Atlantis, que con la ayuda de Breeze, firmaron un acuerdo con Polygram para que giraran en los Estados Unidos, como teloneros de Lynyrd Skynyrd.

### Años como productor de Scorpions
En 1973 y junto a Corina Fortmann, fueron a presenciar un concierto de la banda Scorpions en un pequeño salón de Essen, donde quedó impresionado con su actitud arriba del escenario. A los pocos días ofreció sus servicios como productor, pero solo después de firmar con RCA Records la banda aceptó su colaboración, cuyo primer disco producido por él fue In Trance, publicado en 1975. Para potenciarlos, firmaron con su productora Breeze Music, que los ayudó a internacionalizar su carrera sobre todo en Japón, donde grabaron su primer álbum en vivo llamado Tokyo Tapes.
Tras conquistar el mercado japonés, Dierks se enfocó en conseguirles un contrato para que sus discos fueran distribuidos en el principal mercado musical, los Estados Unidos. Antes de finalizar la década Scorpions fue contratado por Mercury Records, que los respaldaron para tocar por primera vez en las ciudades estadounidenses. La promoción creada por la productora Breeze y la agencia Leber Krebs Managements, los ayudó para que tocaran en un festival en Cleveland en 1979, lo que les abrió las puertas del mercado norteamericano. Asimismo, les consiguió un contrato con EMI Electrola, para que sus producciones fueran distribuidas incluso en el Sudeste asiático.

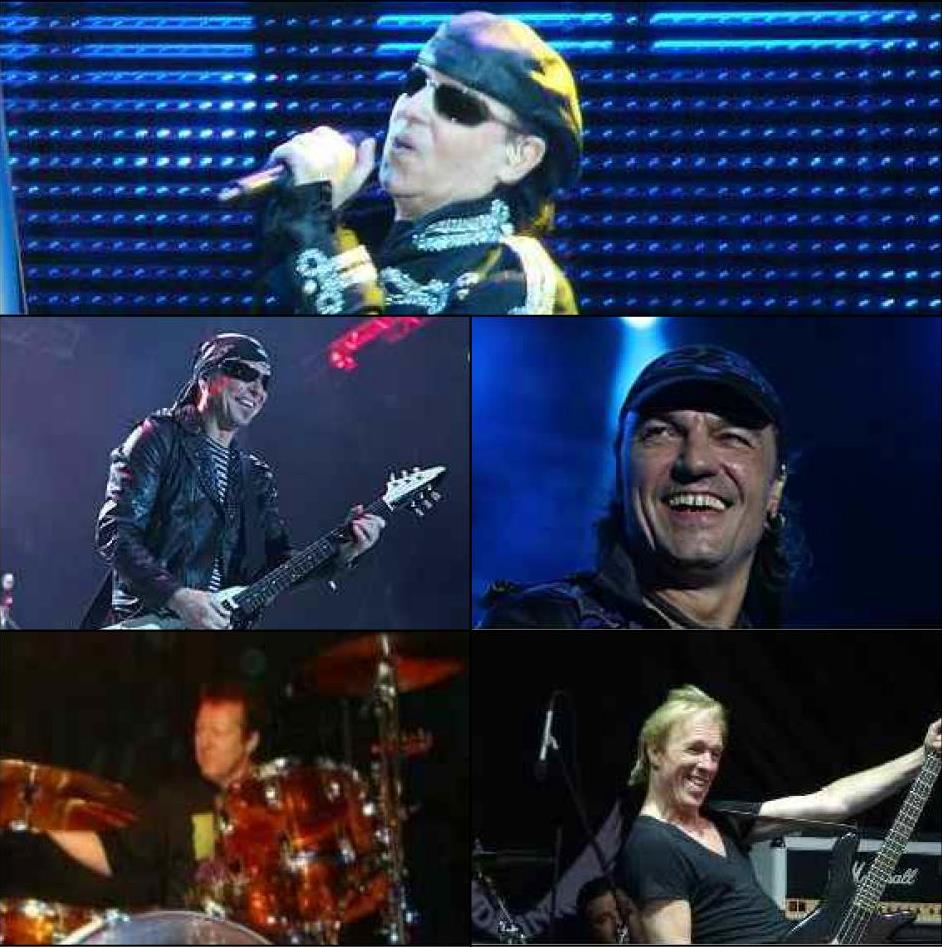
Gracias a su trabajo con Scorpions, Dierks se convirtió en uno de los productores alemanes más requeridos

Durante los años ochenta la banda vivió su etapa comercial más importante hasta el día de hoy, donde en ocasiones Dierks era nombrado como el responsable de su sonido e incluso la prensa lo consideraba como el sexto integrante de Scorpions. Sin embargo, durante las grabaciones de Savage Amusement, comenzaron a tener las primeras diferencias de opinión, lo que provocó que la banda no renovara contrato con él ni con Breeze, dando fin a la colaboración en noviembre de 1988. En 2011 en la autobiografía de Herman Rarebell mencionó: «para Scorpions, Dieter fue el hombre correcto en el lugar correcto. Cuando más aumentó su influencia en la banda, fue cuando nuestras ventas de discos se incrementaron más. Sin embargo, esta misma influencia provocaba ciertas discrepancias con la banda. Pero al final del día, siempre se las arregló para calmar los egos y dirigirnos con éxito en una sola dirección».

### Nueva ampliación del estudio y nuevas tecnologías
En 1985 construyó el Studio 3, cuyas instalaciones ofrecían el espacio suficiente para que orquestas completas, coros y bandas con gran cantidad de músicos pudieran grabar. Además, adquirió plataformas móviles de cámaras y de iluminación, así como un complejo sistema de aire acondicionado para la grabación de películas y vídeos, que se ajustaban a las normas de los grandes estudios estadounidenses. Todas las instalaciones de los tres estudios se conectaban por un pasillo subterráneo que facilitaba el uso de todos los equipos de grabación. Por último, también amplió «la cantina» y la cocina del Studio 1. 
En 1986 su primer estudio móvil —usado principalmente para las trasmisiones en vivo de los programas Rock Palast y Rocknächte del canal de televisión WDR— fue sustituido por el Mobile Studio 2, que superaba en casi dos veces su tamaño, que contaba con dispositivos analógicos y digitales de grabación y una consola computarizada de mezclas, entre otras características. Cabe mencionar que en 1991 fue usado por The Rolling Stones para grabar algunas de sus presentaciones en vivo por algunas ciudades europeas. En 1986 también adquirió una antigua mansión en Bruchstraße, ubicado a dos kilómetros de Stommeln, ya que el hotel que originalmente hospedaba a los músicos se hizo demasiado pequeño en comparación a la cantidad de personas que llegaban a sus estudios.
A mediados de los setenta y principios de los ochenta, y gracias al éxito que obtuvo con Scorpions, su compañía logró firmar contratos con varios sellos estadounidenses y europeos. Estos les permitieron que varios de sus artistas como Ike & Tina Turner, Eric Burdon, War, The Boomtown Rats, Dokken, Accept y Rory Gallagher, entre otros, grabaran en sus estudios en más de una ocasión. Además estos mismos acuerdos le dieron la posibilidad de producir nuevas bandas, entre ellas a Black N' Blue de Geffen Records, los norteamericanos Twisted Sister de Atlantic Records y Plasmatics del sello Capitol.
Para 1987, Dierks decidió ampliar su compañía con una división de imagen en movimiento. Como el Studio 3 era el único que poseía instalaciones para la grabación de vídeos y películas, compró un nuevo estudio móvil a WDR, que contaba con lo último en tecnología y que estuvo listo en 1988. Junto a ello, reformó por completo los estudios uno y dos, lo cual permitió que el Studio 1 y el Studio 3 tuvieran el mismo nivel técnico y producción.
Durante la década de los noventa, el rock comenzó a perder popularidad ante la música dance y el techno, estilos que no necesitaban ser grabados en grandes estudios. Para adaptarse a esta nueva manera de hacer música, creó los Studio 4 y Studio 5, que poseían ordenadores y dispositivos electrónicos, que volvieron ampliar las características de producción de los Dierks Studios. En 1997, reconstruyó el lobby y el laboratorio de ingeniería del Studio 3 para convertirlo en una sala de vídeo, donde las imágenes podían ser editadas, mezcladas y procesadas.

### Nuevas actividades más allá de la producción
En 1997 creó la división Breeze TV GmbH, que sirvió como promovedor para las tiendas de retail en la televisión alemana. Con la cooperación del economista Hagen Backhaus, firmó un extenso contrato con la cadena de farmacias Schlecker, y más tarde ya tenía más de 8 000 afiliados a su división entre Alemania, Austria y otros países. Estos acuerdos consistían en la difusión constante de comerciales en tres pantallas simultáneas dentro de las tiendas, que llegaban a dos millones de compradores solo en Alemania. Para el grupo Dierks, Breeze TV, se convirtió en una importante cadena de suministro, ya que promovía la calidad de sonido, imagen y producción de la empresa.
Dos años después en 1999, creó y patentó el formato DVD Plus que combinaba la tecnología del DVD con la del CD, que permitió tener registros de audio y de imagen en un solo disco. Para internacionalizar su marca registrada, comenzó a firmar varios contratos con sellos discográficos como Sony Music y EMI Music, quienes obtuvieron licencias para fabricar los DVD plus y emplearlos en sus propios artistas. Con el pasar los años, cientos de grupos musicales han lanzado conciertos en vivo y registros de audio con dicha tecnología como Michael Jackson, AC/DC, Nightwish, Destiny's Child, Emerson, Lake & Palmer, Aerosmith y Bruce Springsteen, entre otros. También algunos clubes deportivos como el Bayern Munich o películas como Blair Witch 2. A pesar de que el formato ha sido un éxito, principalmente en Europa, con 122 lanzamientos hasta mediados de la década anterior, en un principio tuvieron problemas con la implementación del formato, ya que muchos de los sellos poseían derechos de autor sobre algunos registros de audio e imagen, lo que producía ciertos impedimentos en la producción.

### Divisiones del grupo Dierks
A mediados de los noventa y con los diversos proyectos que mantuvo, decidió fundar el Dierks Group, para coordinar mejor cada una de sus divisiones. Hasta el año 2001, el grupo Dierks estaba conformado por los Dierks Studios, que a su vez contenía siete estudios donde se podía grabar, producir, mezclar y masterizar registros de audio, como también digitalizar imágenes en movimiento con la posibilidad de convertirlos del formato 2D a 3D. También contaba con el Breeze TV GmbH, —su división más grande— con la que promovía los comerciales de las tiendas de retail y que más tarde se convertiría en uno de los medios más importantes del desarrollo de la televisión de alta definición de Europa. Sus estudios fueron incluso los primeros en trasmitir un partido de fútbol en alta definición total durante la Copa Mundial de Fútbol de 1998, celebrada en Francia. 
Además, poseía su promotora y firma de publicidad, Breeze Music, con la que ayudaba a las bandas alemanas a ser promovidas en el extranjero. De ésta también creó la Breeze Dance Division, que amplió su margen de bandas hacia los grupos de dance y de la música techno. Asimismo, tenía sus cuatro estudios móviles de grabación. Por último, fundó su propio sello discográfico, Venus Records, dedicado mayormente a la publicación de recopilaciones de las bandas que había producido o seguía produciendo.

## Reconocimientos
Durante su carrera ha producido más de setenta álbumes, de los cuales muchos han recibido discos de oro y de platino. Dierks ha sido considerado como uno de los productores más creativos, debido a su deseo de probar cosas nuevas e innovar en la tecnología. En 2013, Christopher Wagner escribió: «Dierter Dierks, junto a Conny Plank, hicieron contribuciones sustanciales en el establecimiento y consolidación del mercado independiente del rock alemán. Gracias a la potencia de su imaginación y su creatividad, esos nuevos sonidos fueron capaces de emerger que le dieron al rock germano su propia identidad. Al mismo tiempo, su estudio sirvió como un medio artístico». Igualmente, la revista estadounidense Rolling Stone lo nombró como uno de los mejores productores de heavy metal del mundo. Por su parte, la alemana Der Spiegel y en 1974, ya lo consideraba como el productor líder de la música alemana.

## Lista de artistas
Desde 1969 ha trabajado con decenas de artistas de diferentes géneros musicales, pero principalmente del hard rock, heavy metal y krautrock. A continuación, se muestra una lista parcial de las bandas con las que ha trabajado ya sea como productor, ingeniero, mezclador y arreglista:
| - Accept - Ash Ra Tempel - Atlantis - Birth Control - Black N' Blue - Dull Knife - Embryo - Epsilon - Eric Burdon - Frame | - Gila - Hairy Chapter - Ihre Kinder - Ike & Tina Turner - Klaus Doldinger - Klaus Schulze - Krokodil - Manuel Göttsching - Nektar - Orange Peel | - Passport - Popol Vuh - Rufus Zuphall - Scorpions - Tangerine Dream - The Cosmic Jokers - The Plasmatics - Twisted Sister - Wallenstein - Witthüser & Westrupp |